# Sport a Vercelli
La presente voce raccoglie le informazioni sulle principali strutture, eventi e società dello sport a Vercelli.

Collage di immagini riguardanti lo sport a Vercelli: lo stadio calcistico "Silvio Piola", lo schermidore campione olimpico vercellese Marcello Bertinetti, la pluridecorata squadra di hockey su pista Amatori Vercelli e il palazzetto dello sport "Massimo pregnolato"

## Atletica leggera
Negli anni si sono susseguite più società cittadine, ma l'unica che oggi svolge ancora attività sia a livello assoluto sia giovanile è l'Atletica Vercelli 1978. Esiste tuttavia una seconda società che però pratica solo a livello giovanile che è la PGS Decathlon Vercelli.
L'attività è svolta presso il campo "Atleti Azzurri d'Italia", meglio noto come campo CONI nel rione concordia.
Tra le file dei bianconeri dell'Atl. Vercelli '78 negli anni si sono messi in evidenza diversi giovani, vincendo Campionati Italiani, conquistando convocazioni in nazionale under e alcuni record italiani di categoria, come quello sui 200m indoor U20, siglato nel 1991 e battuto solo dopo 24 anni, di Manuela Salussola e quello del 2013 nell'Octathlon U18 di Andrea Carioti.
Negli anni la squadra ha vissuto periodi di alti e bassi, arrivando come picco allo svolgimento dei campionati italiani a squadre di A1 e vincendo un bronzo a squadre nelle prove multiple, battendo l'allora squadra dei carabinieri.

## Calcio

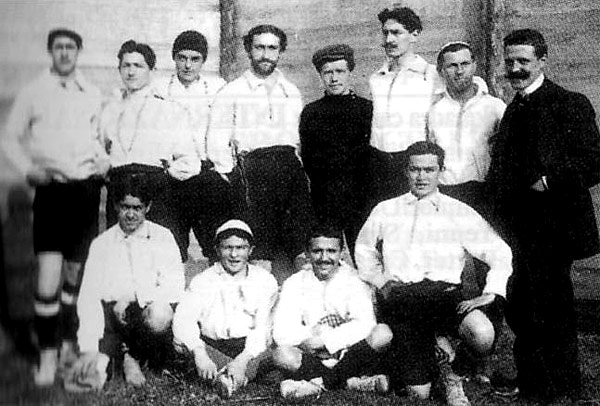
La squadra di calcio della Pro Vercelli per la prima volta campione d'Italia nel 1908.

La FC Pro Vercelli 1892 è una delle più antiche, celebri e titolate società calcistiche d'Italia. Club di grande tradizione, vinse sette scudetti tra il 1908 e 1922. Conta 6 presenze in Serie A tra il 1929 e il 1935, e 13 in Serie B, campionato in cui ha militato nel 2012, dopo 64 anni. Tra i calciatori più rappresentativi che militarono nelle file del club, non si possono non citare il difensore Virginio Rosetta e gli attaccanti Silvio Piola, a cui è stato intitolato lo stadio cittadino già Robbiano, e Pietro Ferraris, tutti e tre campioni del mondo con la Nazionale di Vittorio Pozzo.
La seconda squadra di calcio di Vercelli è l'U.S.D. Virtus Vercelli 2011 che milita nel girone B piemontese e valdostano di Prima Categoria; l'altra squadra di calcio di Vercelli è il G.S.D. Canadà Vercelli che milita nel girone A Biellese di Terza Categoria.

## Futsal
La Pro Vercelli C5 nasce nel 2012 ed è la prima squadra della provincia di Vercelli a iscriversi al campionato regionale FIGC di Serie D.
Nel 2015 nasce l'USD Città di Vercelli calcio, che nella stagione calcistica 2016/2017 si è piazzata al quinto posto nella Serie C2.

## Hockey su pista

La squadra di hockey su pista dell'Amatori Vercelli vincitore di scudetto, Coppa Italia e Coppa CERS nella stagione 1982-83.

La squadra di hockey su pista della città, l'Amatori Vercelli, ha conquistato tre scudetti, una Coppa Italia e due Coppa CERS.

## Pallacanestro
Esistono due società cittadine maschili: i Vercelli Rices, che militano in serie C silver e hanno un settore giovanile dalla under 13 alla under 20, e l'A.S.D. Basket Mooskins, che milita in Promozione. Inoltre esiste una società femminile che milita in serie C, la PFV, e infine una società di Minibasket, i Bugs, per i bambini dai 6 ai 12 anni.

## Pallavolo
La Libertas Olimpia è la principale squadra di pallavolo di Vercelli. In passato ha militato nella massima serie nazionale. Per quanto riguarda la pallavolo femminile la principale squadra è la S2M Volley Vercelli, fondata nel 1990.
Nel 1997 viene fondata da un gruppo di genitori la Greenvolley che porterà il giovanile femminile della pallavolo vercellese a conquistare 4 scudetti nazionali negli anni 2001, 2002, 2003 e 2005.

## Pattinaggio artistico a rotelle
L'A.S.D. Skating Vercelli ha conquistato nel 2011 la Stella di bronzo al Merito sportivo dal C.O.N.I., a riconoscenza dalla lunga tradizione che ha saputo coltivare sulle otto rotelle.
La società Rollerblot di Caresanablot nata più recentemente sta conquistando notorietà e pregio grazie ai suoi atleti che hanno all'attivo molte vittorie sia a livello nazionale sia internazionale.

## Rugby
Dal 2004 si sta sviluppando il movimento rugbistico, grazie alla società residente Rugby Vercelli che milita nel campionato territoriale di serie C.
Dall'ottobre del 2010 nasce poi una nuova società denominata Rugby Sant'Andrea.

## Scherma
L'Associazione Scherma Pro Vercelli è l'erede della tradizione schermistica vercellese che ha dato a questo sport numerosi campioni olimpici, campioni del mondo, maestri e innovatori di questo sport. Giovanni Battista Cavanna fonda nel 1895 la Scuola Schermistica Vercellese. La prima medaglia olimpica della scherma vercellese è di Marcello Bertinetti che, dopo aver vinto il campionato di calcio con la Pro Vercelli quale capitano-allenatore, vince all'olimpiade parigina la medaglia d'argento nella sciabola a squadre. Bertinetti sarà medaglia d'oro olimpica nel 1924 nella sciabola a squadre.
A lui è intitolato il Trofeo Bertinetti riservato alle migliori prime quattro squadre maschili di spada, che è oggi Coppa del mondo di spada a squadre.

## Tiro a segno
La sezione locale di tiro a segno fu fondata nel 1884 e da allora opera ininterrottamente nel poligono "Umberto I". Il palmarès della sezione si arricchì, specialmente negli anni sessanta, di una lunga serie di titoli cui però seguì un processo di lento decadimento. Dalle soglie del 2000 è incominciato invece un processo di recupero e rilancio degli impianti tanto che oggi è l'unico poligono in Piemonte in cui si possano praticare tutte le discipline di tiro, dai 10 metri con l'aria compressa fino ai 300 metri con carabina.

## Tiro a volo
Il vercellese Giovanni Pellielo ha vinto tre medaglie olimpiche individuali, 10 titoli mondiali (3 individuali) e 10 titoli europei (2 individuali). È presente in città il poligono di tiro al volo San Giovanni.